# Чудиново (Ленінградська область)
Чудиново (рос. Чудиново) — присілок у Лузькому районі Ленінградської області Російської Федерації.
Населення становить 38 осіб. Належить до муніципального утворення Осьминське сільське поселення.

## Історія
Згідно із законом від 28 вересня 2004 року № 65-оз належить до муніципального утворення Осьминське сільське поселення.

## Населення
| 1838 | 1862 | 1885 | 1965 | 1997 | 2007 | 2010 |
| ---- | ---- | ---- | ---- | ---- | ---- | ---- |
| 171  | ↗200 | ↗234 | ↘127 | ↘38  | ↘28  | ↗38  |